# District de Jinyuan
Le district de Jinyuan (晋源区 ; pinyin : Jìnyuán Qū) est une subdivision administrative de la province du Shanxi en Chine. Il est placé sous la juridiction de la ville-préfecture de Taiyuan.